# トリエステ2
トリエステ II (DSV-1)はアメリカ海軍のバチスカーフ（深海探査艇）。スイスの物理学者オーギュスト・ピカールの設計したトリエステ（初代）の後継艇である。

## 概要
初代トリエステの設計をもとにしているが、サンディエゴの海軍電子研究所で大幅に設計変更がなされ、メア・アイランド海軍造船所で建造された。当初は初代トリエステに使用されていたイタリア製の耐圧殻を流用していたが、後にドイツのクルップで製造された新しい耐圧殻に交換された。耐圧殻を吊り下げるフロート（浮き）の部分は完全に新造され、初代トリエステよりもより流線型で航海に適したものになっていたが、動作原理は同じだった。1964年初頭、トリエステ2はアメリカ海軍の貨物輸送艦プライベート・フランシス・X・マグローに積載され、パナマ運河経由でボストンに向かった。
1964年9月、トリエステ2は、1963年4月に沈没した原子力潜水艦スレッシャーの遭難海域を捜索し、残骸の一部を回収した。
1965年9月から1966年5月にかけて、トリエステ2は再度メア・アイランド海軍造船所で広範囲な改造工事を受けた。しかし、新しい外形で運用されたという明確な記録は存在しない。
これと同時期に、3度目のバチスカーフの改装が行われた。この作業によってトリエステ2の外観は新しくなったたけでなく、水深20,000フィート（約6100メートル）まで潜航可能なように設計された新しい耐圧殻が導入された。

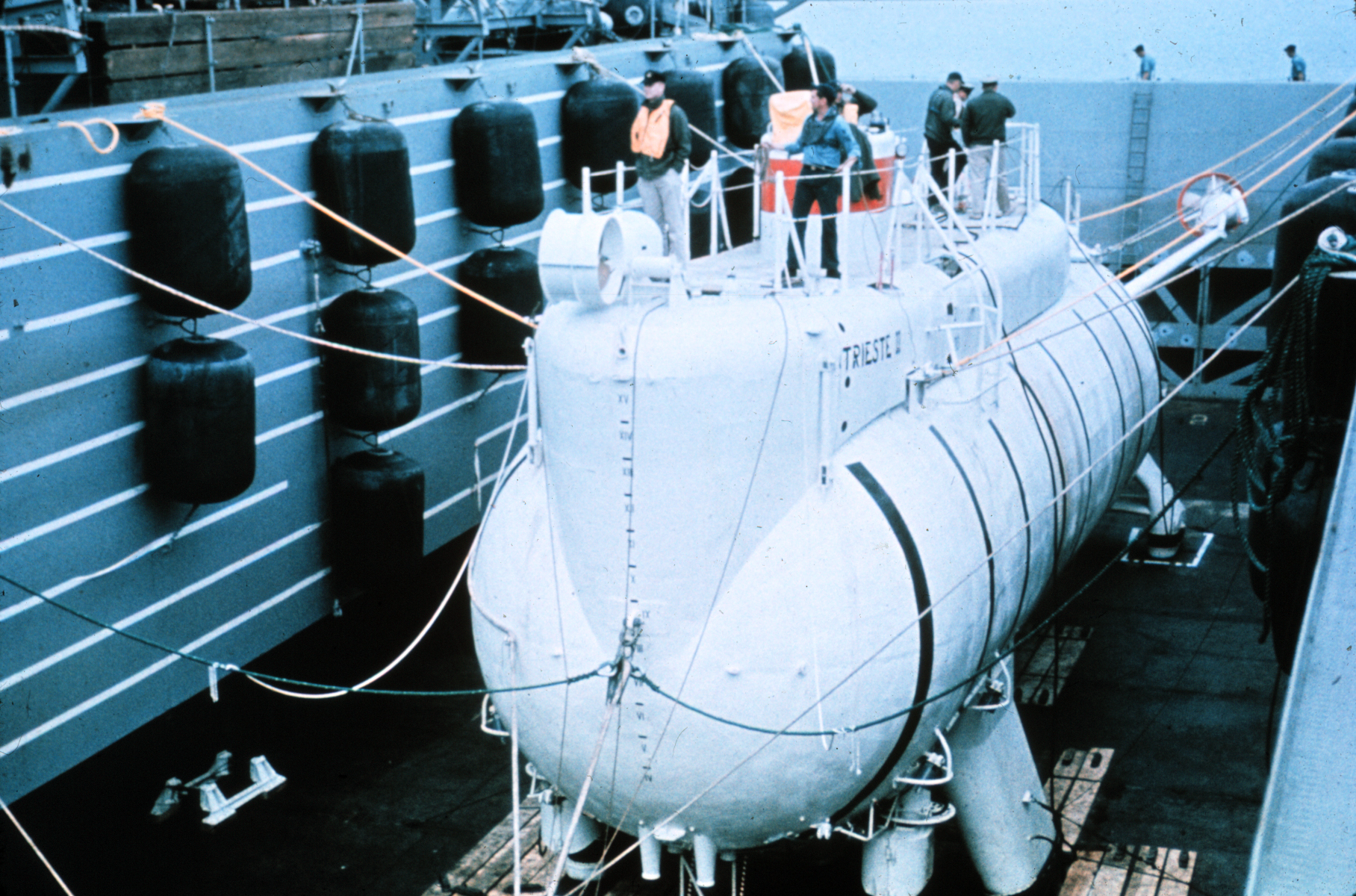
3度目の改装時のトリエステ II

深海潜水計画の試験艇としてバチスカーフの運用は継続され、4人が搭乗資格を与えられた。これにより水中活動の急成長が始まった。トリエステ2で培われた深海潜水艇の運用の経験は他の深海潜水艇の設計と建造に役立てられた。その中には、従来の手段では到達できなかった深度での潜水艦の救助も含まれている。
このユニークな船は、1969年秋までは海軍の目録では「備品」として扱われていた。1969年9月1日、トリエステ2は就役し、船体番号「X-1」を与えられた。1971年6月1日、深海潜水艇（DSV）として再分類されたトリエステ2（DSV-1）は、1980年まで太平洋艦隊の所属艇として運用された。
トリエステ級深海潜水艇は、有名なアルビンに代表されるアルビン級深海潜水艇に置き換えられた。アルビン級は乗員が多く、より機動性に優れるが、トリエステほど深くは潜れず、最大潜水深度はシークリフの場合20,000フィートである。
トリエステ2は、ワシントン州キーポートの海軍水中博物館に博物館船として保存されている。

### ギャラリー

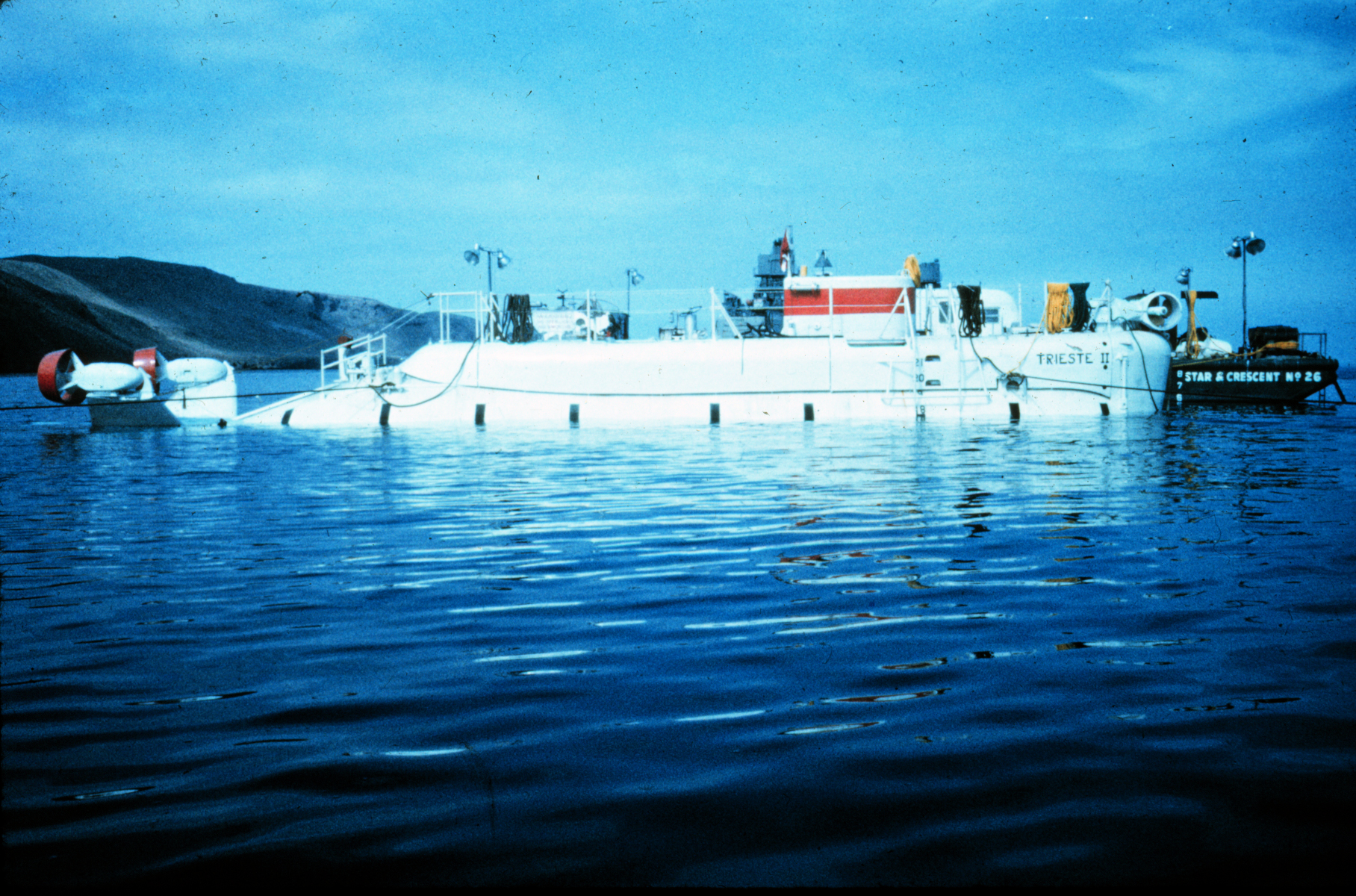
水上のトリエステ2
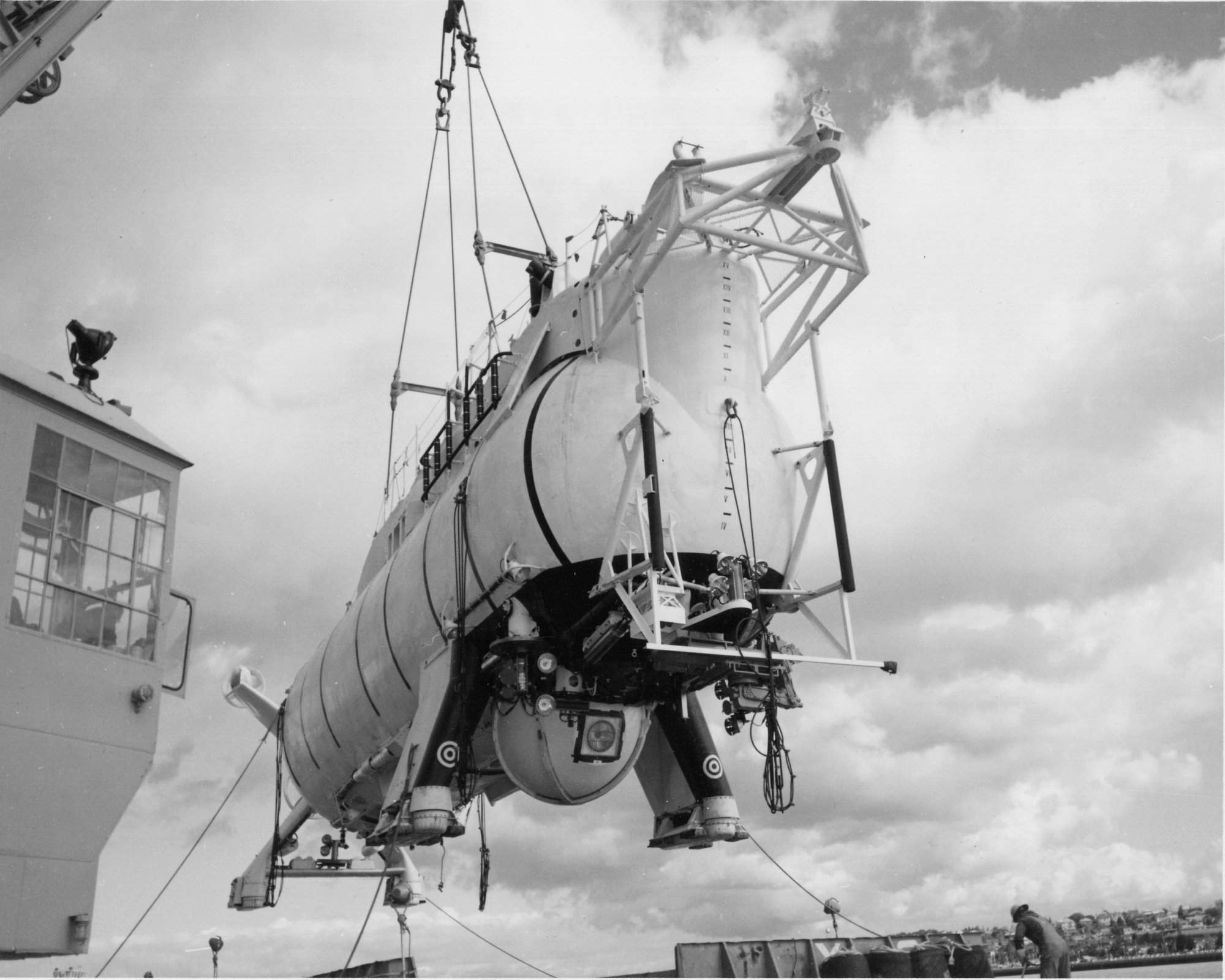
改装後のトリエステ2
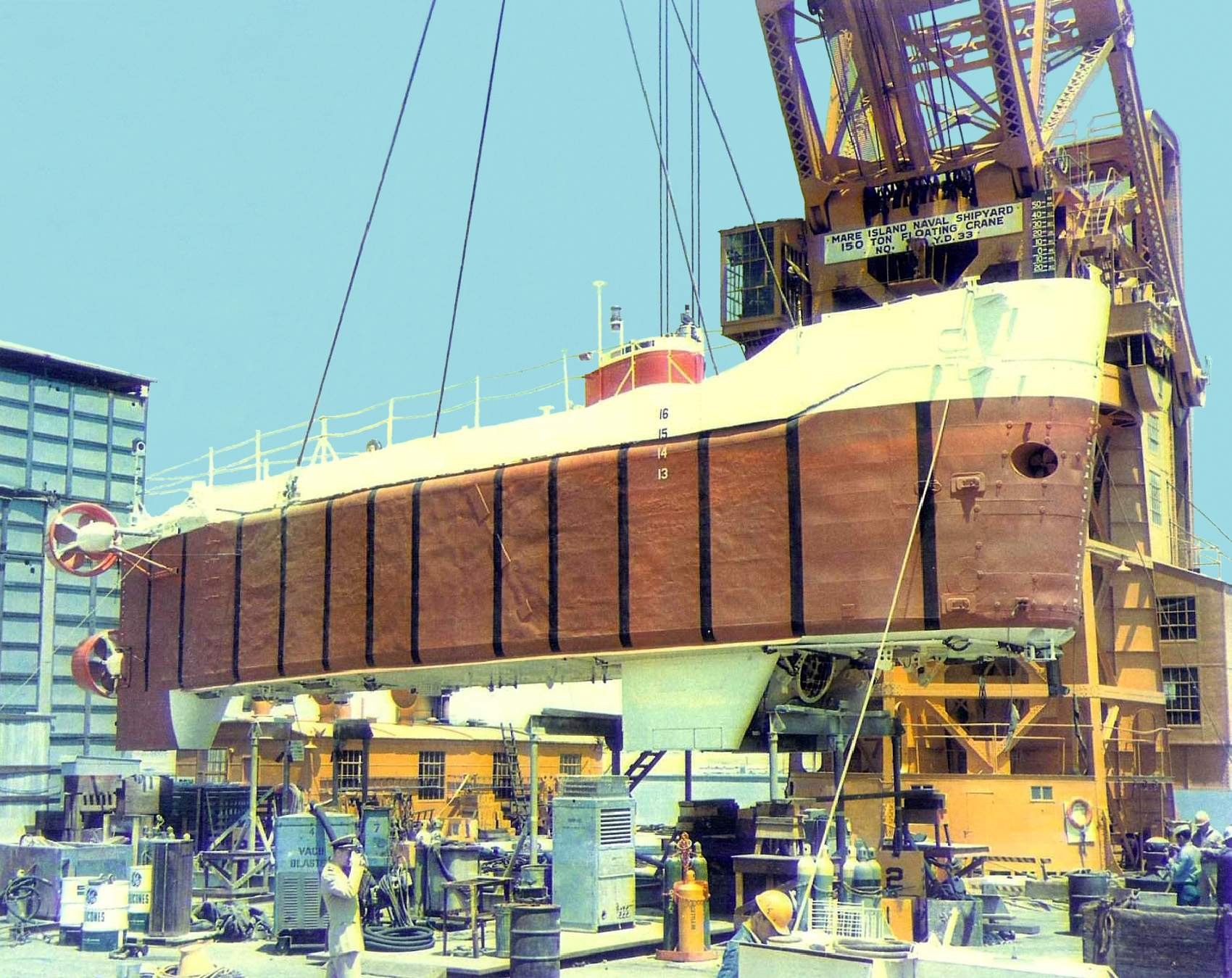
改装中のトリエステ2
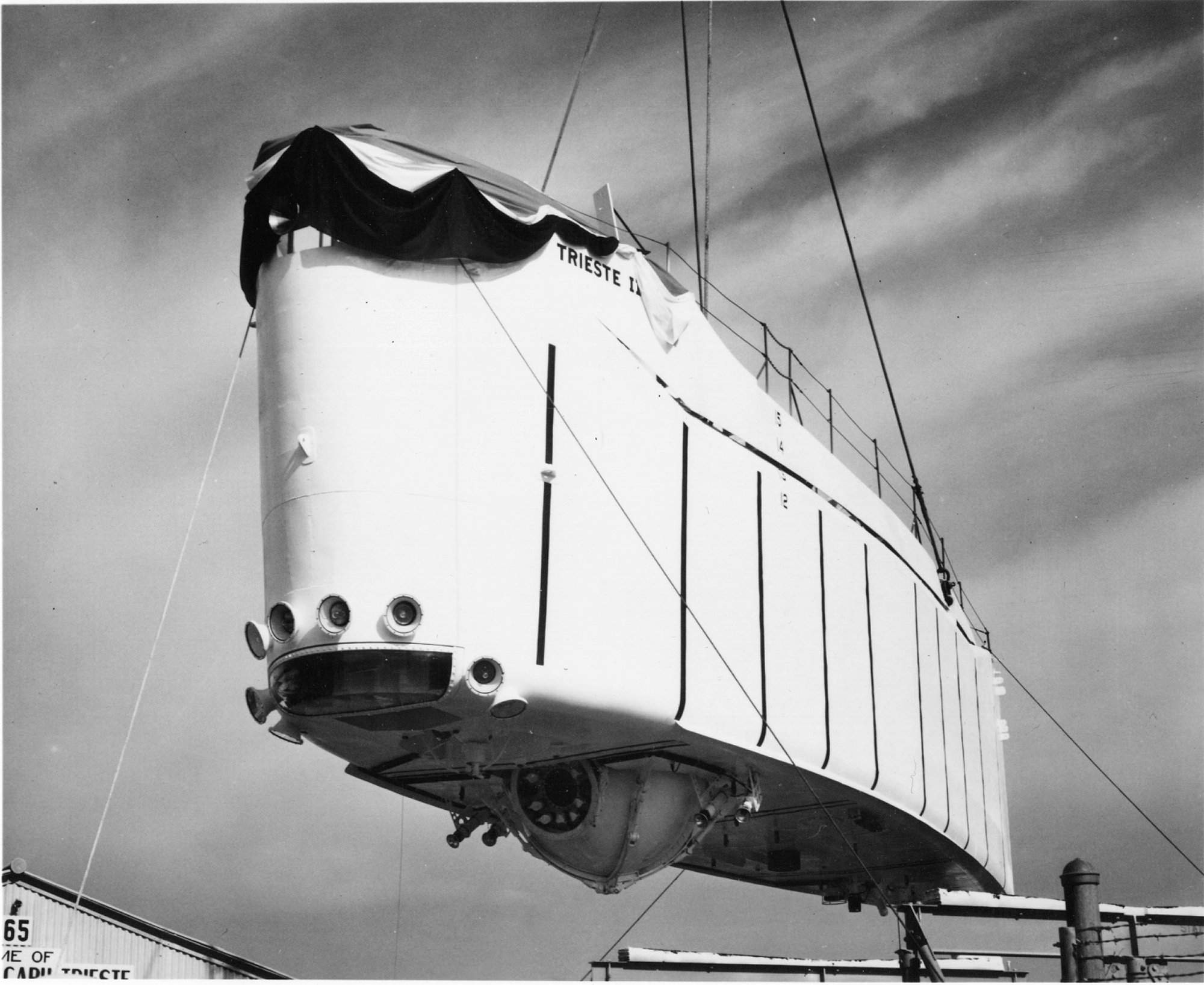
トリエステ2